# Charles Bathurst
Charles Bathurst (ur. 28 lutego 1754, zm. 13 sierpnia 1831), brytyjski polityk, minister i deputowany do Izby Gmin, członek stronnictwa torysów.
Był synem Charlesa Bragge'a i Anne Bathurst. Nazwisko na Bathurst zmienił w 1804 r. Wykształcenie odebrał na Uniwersytecie Oksfordzkim. Był członkiem bristolskiego Society of Merchant Venturers i popierał handel niewolnikami. W 1790 r. został wybrany do Izby Gmin jako reprezentant okręgu Monmouth Boroughs. Następnie reprezentował okręgi Bristol (1796–1812), Bodmin (1812–1818) i Harwich (1818–1823).
W 1801 r. został członkiem Tajnej Rady. W rządzie Henry'ego Addingtona był skarbnikiem floty w latach 1801–1803 i sekretarzem ds. wojny w latach 1803–1804. W latach 1806–1807 był zarządcą mennicy w rządzie lorda Grenville'a. Kiedy premierem został w 1812 r. lord Liverpool, Bathurst został Kanclerzem Księstwa Lancaster i pozostał nim do 1823 r. W latach 1821–1822 był dodatkowo przewodniczącym Rady Kontroli.
1 sierpnia 1788 r. poślubił Charlotte Addington. Jego prawnuk, Charles Bathurst, otrzymał w 1934 r. tytuł wicehrabiego Bledisloe.